# Johannes Philipp von Lamberg
Johannes Philipp von Lamberg (né le 25 mai 1652 à Vienne, en archiduché d'Autriche, et mort à Ratisbonne le 21 octobre 1712) est un cardinal autrichien de la fin du XVIIe et du début du XVIIIe siècle. Il est l'oncle du cardinal Joseph Dominicus von Lamberg (1737).

## Biographie
Johannes Philipp von Lamberg participe à la guerre contre les Turcs et est ambassadeur de l'Autriche dans plusieurs pays, notamment en Pologne. Il est chanoine des chapitres de Passau, Salzbourg et Olomouc. Il est élu évêque de Passau en 1689. 
Le pape Innocent XII le crée cardinal lors du consistoire du 21 juin 1700. Il participe au conclave de 1700, lors duquel Clément XI est élu. Le cardinal von Lamberg est conseiller des empereurs de l'Autriche.

## Succession apostolique
Johannes Philipp von Lamberg a ordonné les évêques suivants :
- Évêque Johann Raimund von Lamberg (de), O.F.M.Cap. (1701)
- Archevêque Franz Anton von Harrach (de) (1702)